# サラマンカの旧市街
サラマンカ旧市街（サラマンカきゅうしがい、英語：Old City of Salamanca）はスペインのサラマンカ市の旧市街からなる同国の世界遺産のひとつである。1988年に登録。

## 概要
サラマンカの町の始まりは古代ローマのころ属州ヒスパニアにトラヤヌス帝によって建設された植民都市であるとされる。ローマ帝国が滅亡し、イベリア半島がイスラム帝国の支配下に入ると、この地はイスラム化し、トレドやグラナダと同様、イスラム文明を享受することになった。
古代ギリシアローマ学問やそれを発展させたイスラム学問がこの地にも集積され、中世ヨーロッパ世界にそれらを紹介する場となった。
レコンキスタが進み、この地がキリスト教圏になるとアルフォンソ9世によってサラマンカ大学が設立され、サラマンカは「知識を欲するものはサラマンカへ行け」と言われるほどになった。
大航海時代には、天文学の知識などが大いサラマンカ大学で研究される一方、反宗教改革や異端審問の舞台にもなった。
サラマンカの市街はイスラム様式からヨーロッパのゴシック様式やサン・エステバン修道院のバロック様式などヨーロッパの建築文化が集積されることになった。また、酸化鉄を含んだ石材からなる建造物の町並みはサラマンカを比類なき美しい町であると賞賛されるにいたった。

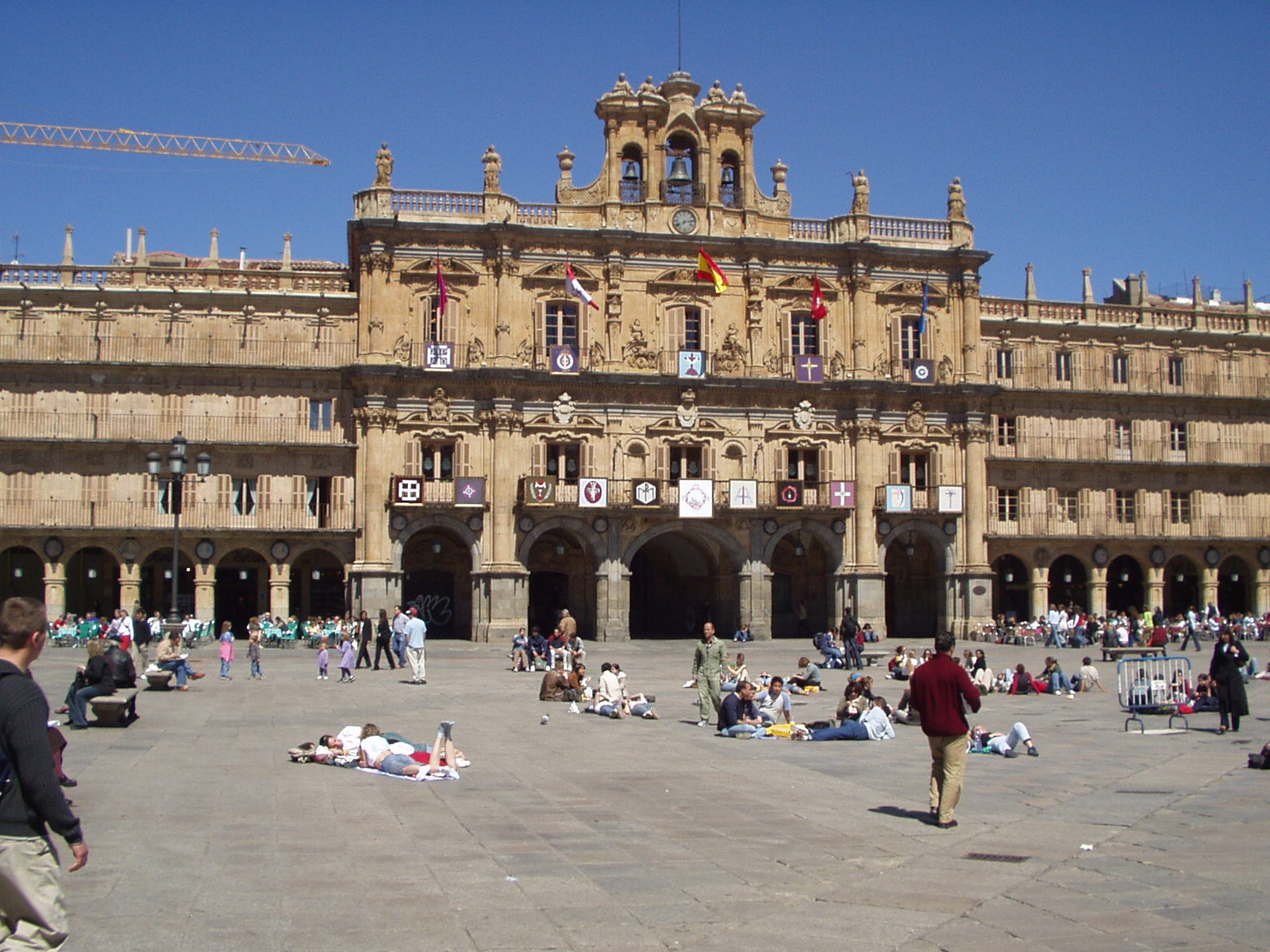
マヨール広場 (サラマンカ)
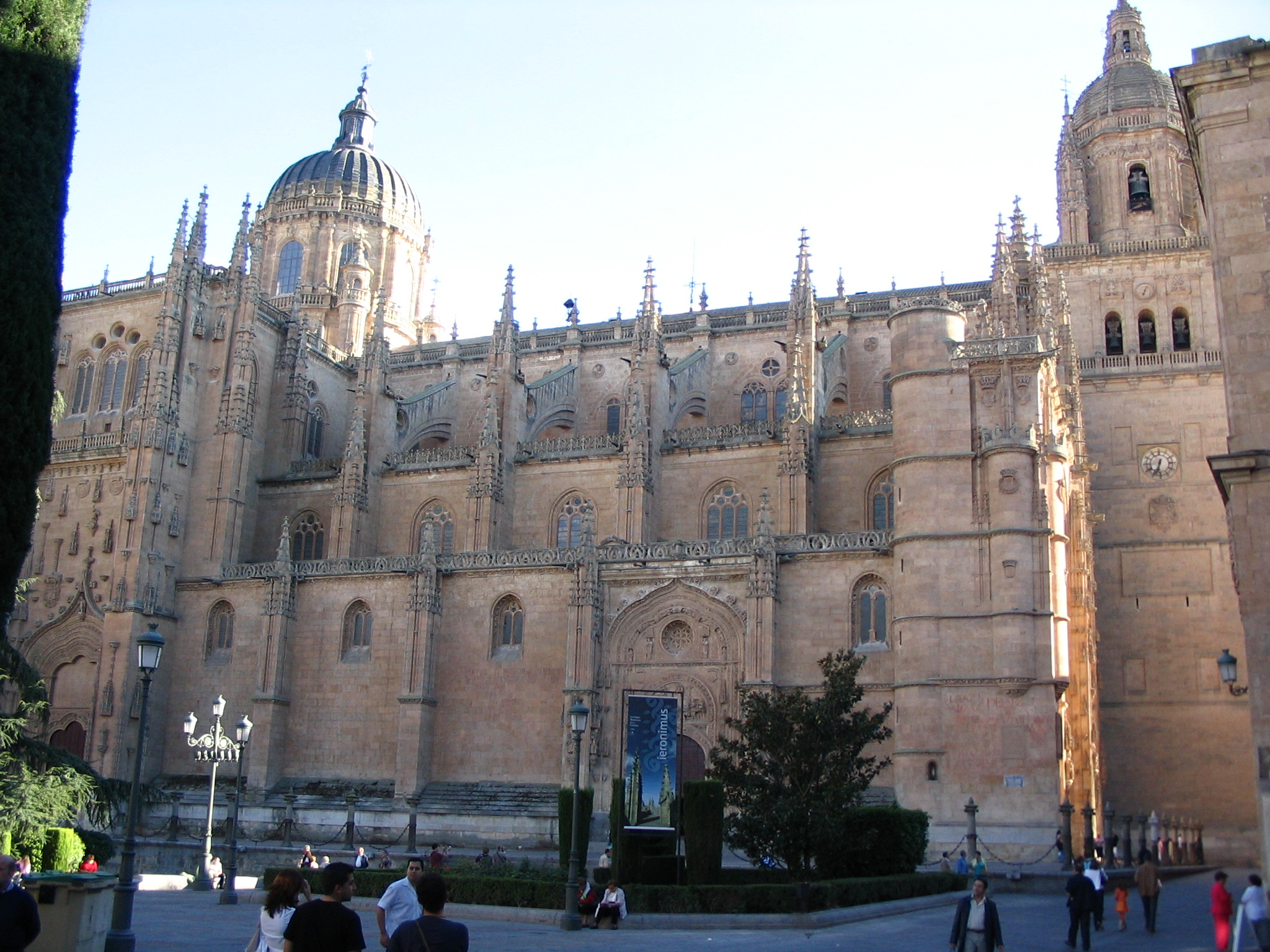
新カテドラル（サラマンカ新大聖堂）
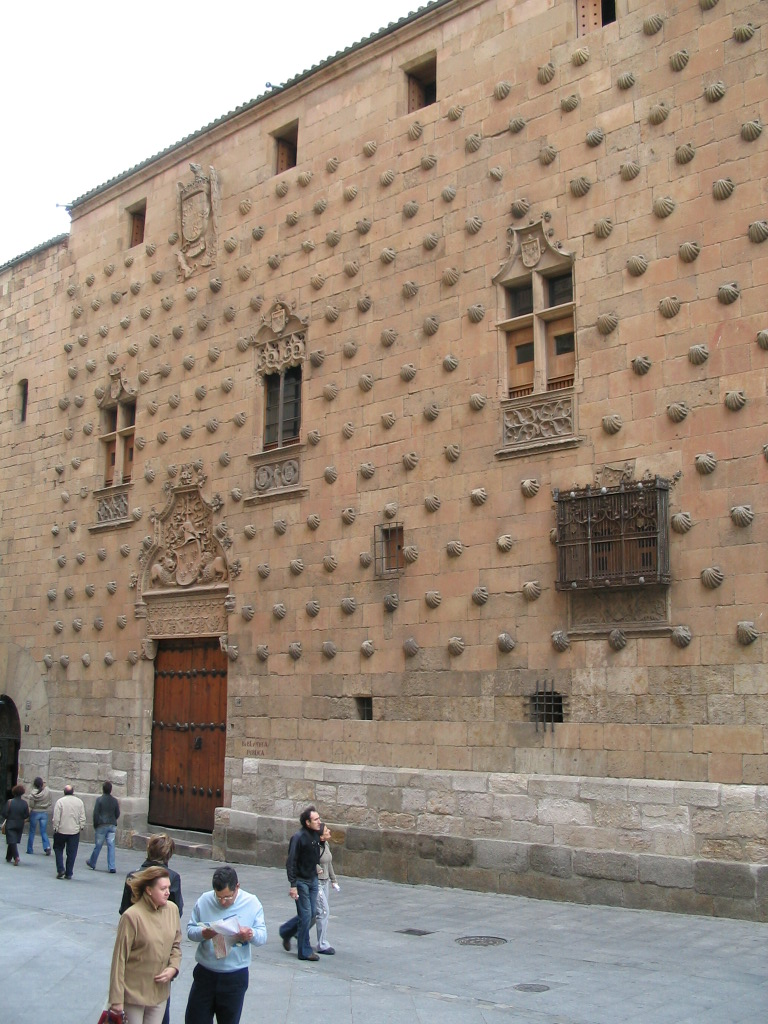
貝の家
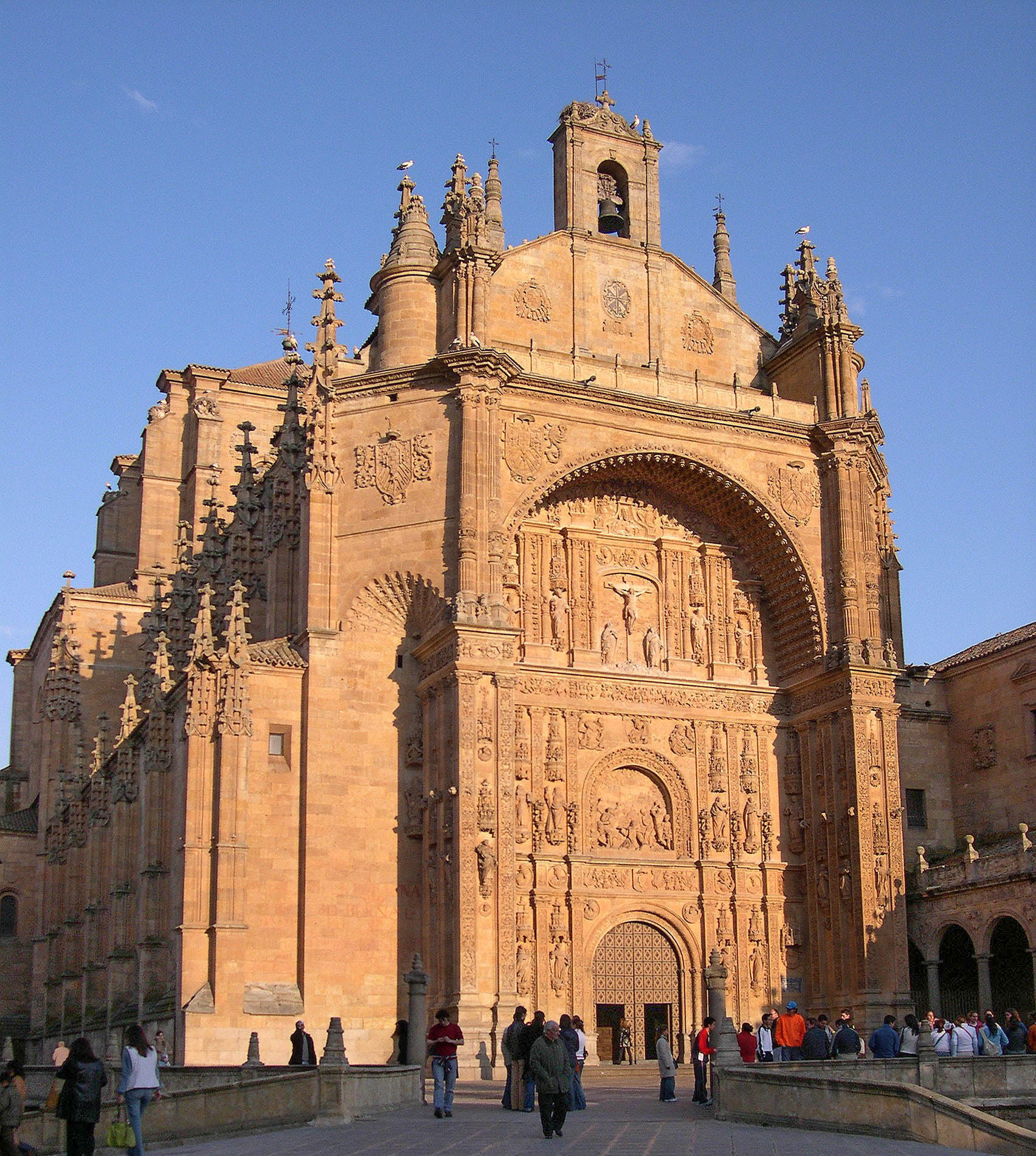
サン・エステバン修道院（英語版）
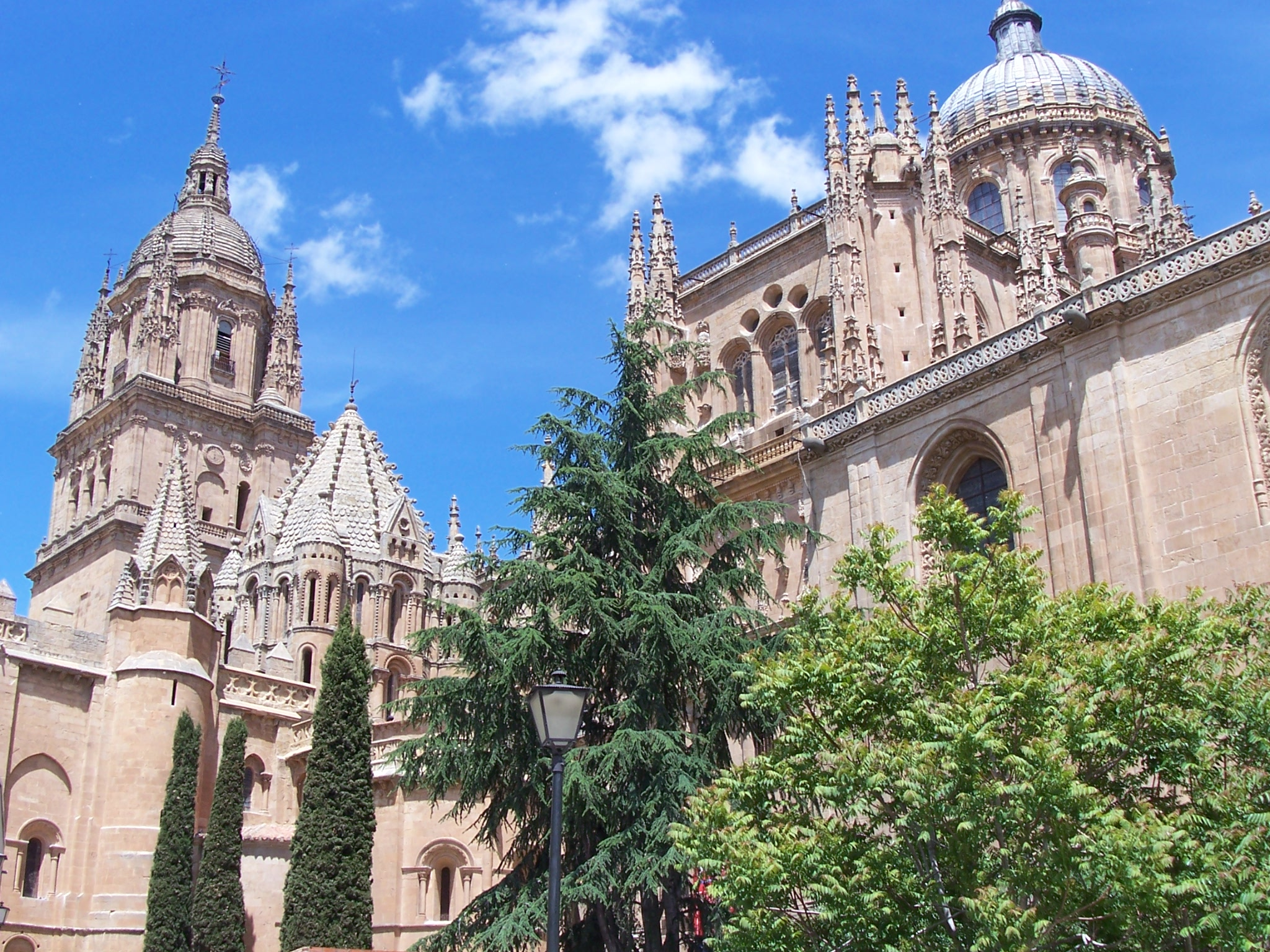
旧カテドラル(サラマンカ旧大聖堂（英語版）)

## 世界遺産
1988年に「サラマンカ旧市街」はユネスコの世界遺産（文化遺産）に登録された。サラマンカ大学はヨーロッパ最古の大学の一つであり、旧市街にロマネスク、ゴシックなどさまざまな様式の建築物が残っていることが評価された。
この世界遺産は世界遺産登録基準のうち、以下の条件を満たし、登録された（以下の基準は世界遺産センター公表の登録基準からの翻訳、引用である）。
- (1) 人類の創造的才能を表現する傑作。
- (2) ある期間を通じてまたはある文化圏において、建築、技術、記念碑的芸術、都市計画、景観デザインの発展に関し、人類の価値の重要な交流を示すもの。
- (4) 人類の歴史上重要な時代を例証する建築様式、建築物群、技術の集積または景観の優れた例。